# Europese kampioenschappen kunstschaatsen 1905
De Europese Kampioenschappen kunstschaatsen is een jaarlijks terugkerend evenement dat georganiseerd wordt door de Internationale Schaatsunie.
Het elfde EK kunstschaatsen voor de mannen werd gehouden op 22 januari 1905 in Bonn, in het Duitse Rijk. Het was de vierde keer dat het kampioenschap in Duitsland plaatsvond, eerder werden de kampioenschappen in Hamburg (1891) en Berlijn (1893 en 1900) gehouden. Alleen de verplichte kür werd geschaatst.

## Historie
De Duitse en Oostenrijkse schaatsbond, verenigd in de "Deutscher und Österreichischer Eislaufverband", organiseerden zowel het eerste EK Schaatsen voor mannen als het eerste EK Kunstschaatsen voor mannen in 1891 in Hamburg, in toen nog het Duitse Keizerrijk, nog voor het ISU in 1892 werd opgericht. De internationale schaatsbond nam in 1892 de organisatie van het EK kunstschaatsen over. In 1895 werd besloten voortaan het WK kunstschaatsen te organiseren en kwam het EK te vervallen. In 1898, na twee jaar onderbreking, vond toch weer een herstart plaats van het EK kunstschaatsen.
De vrouwen en paren zouden vanaf 1930 jaarlijks om de Europese titel strijden. De ijsdansers streden vanaf 1954 om de Europese titel in het kunstschaatsen.

## Deelname
Er namen zes mannen uit drie landen deel aan dit kampioenschap.
Voor Martin Gordan was het zijn derde deelname aan het kampioenschap. Max Bohatsch en Heinrich Burger namen voor de tweede keer deel. Karl Zenger, Kurt Dannenberg en Douglas Adams namen voor de eerste keer deel.
| Duitse Keizerrijk (4) Oostenrijk (1) Verenigd Koninkrijk (1) |

Jury
In de vijfkoppige jury zat onder andere Gilbert Fuchs, EK-medaillewinnaar in 1895 (brons) en 1901 (zilver). In 1907 en 1909 voegde hij hier nog twee zilveren medailles aan toe.

## Medaille verdeling
Max Bohatsch werd de zesde Europees kampioen kunstschaatsen bij de mannen en na Eduard Engelmann en Gustav Hügel de derde Oostenrijker. Het was zijn tweede medaille, in 1904 eindigde hij op de tweede plaats. Heinrich Burger op plaats twee en Karl Zenger op plaats drie behaalden hun eerste EK medaille.
| Discipline | Goud         | Zilver          | Brons       |
| ---------- | ------------ | --------------- | ----------- |
| Mannen     | Max Bohatsch | Heinrich Burger | Karl Zenger |

## Uitslagen

### Mannen
pc/5 = plaatsingcijfer van 5 juryleden 
| Goud   | Max Bohatsch (2)    |                              | 5  |
| Zilver | Heinrich Burger (2) | Vlag van Duitse Keizerrijk   | 10 |
| Brons  | Karl Zenger         | Vlag van Duitse Keizerrijk   | 15 |
| 4      | Kurt Dannenberg     | Vlag van Duitse Keizerrijk   | 21 |
| 5      | Martin Gordan (3)   | Vlag van Duitse Keizerrijk   | 25 |
| 6      | Douglas Adams       | Vlag van Verenigd Koninkrijk | 29 |

Medaillewinnaars

Mannen · 
Vrouwen ·
Paren · 
IJsdansen

Toernooi

1891 · 
1892 · 
1893 · 
1894 · 
1895 · 
1896-1897 · 
1898 · 
1899 · 
1900 · 
1901 · 
1902-1903 · 
1904 · 
1905 · 
1906 · 
1907 · 
1908 · 
1909 · 
1910 · 
1911 · 
1912 · 
1913 · 
1914 · 
1915-1921 · 
1922 · 
1923 · 
1924 · 
1925 · 
1926 · 
1927 · 
1928 · 
1929 · 
1930 · 
1931 · 
1932 · 
1933 · 
1934 · 
1935 · 
1936 · 
1937 · 
1938 · 
1939 ·
1940-1946 · 
1947 · 
1948 · 
1949 · 
1950 · 
1951 · 
1952 · 
1953 · 
1954 · 
1955 · 
1956 · 
1957 · 
1958 · 
1959 · 
1960 · 
1961 · 
1962 · 
1963 · 
1964 · 
1965 · 
1966 · 
1967 · 
1968 · 
1969 · 
1970 · 
1971 · 
1972 · 
1973 · 
1974 · 
1975 · 
1976 · 
1977 · 
1978 · 
1979 · 
1980 · 
1981 · 
1982 · 
1983 · 
1984 · 
1985 · 
1986 · 
1987 · 
1988 · 
1989 · 
1990 · 
1991 · 
1992 · 
1993 · 
1994 · 
1995 ·
1996 · 
1997 · 
1998 · 
1999 · 
2000 · 
2001 · 
2002 · 
2003 · 
2004 · 
2005 · 
2006 ·
2007 ·
2008 ·
2009 ·
2010 ·
2011 ·
2012 ·
2013 ·
2014 ·
2015 ·
2016 ·
2017 ·
2018 ·
2019 ·
2020 ·
2021 · 
2022 · 
2023 · 
2024 · 
2025

WK kunstschaatsen ·
WK kunstschaatsen junioren ·
Viercontinentenkampioenschap ·
Olympische Spelen